# Тхіхатху (володар Ави)
Тхіхатху (*бірм. သီဟသူ; 3 червня 1394 — 1425) — 5-й володар царства Ава у 1422—1425 роках.

## Життєпис

### Молоді роки
Третій син принца Мін Све, намісника П'їнзи, та Шін Мінаук. Народився 1394 року. У листопаді 1400 року, коли його батько зійшов на авський трон, Тхіхатху перебрався до столиці держави. У липні 1408 року призначається намісником Сікайна. У 1409—1410 році здійснив невеличкий похід річкою Іраваді для захисту прибережних міст від шанів. 1412 році брав участь у відбиті вторгнення мінських військ.
1413 року стає намісником важливого південного міста П'ї. У 1414—1415 роках брав участь у двох кампаніях проти Гантаваді, але тут не виявив значного військового хисту.
У 1416 році Невдовзі відбив напад Гантаваді на місто Таунгу. Заце призначається спадкоємцем трону (ейншеймін) та одружується на Со Мінгла, удові його старшого брата Міньє Чавсви (загинув у 1415 році). У 1417 році перейшов у наступ, зайнявши місто Дагон. Втім не зміг захопити ворожу столицю — Пеґу, тому у 1418 році відступив.

### Панування
1422 року після смерті батька зійшов на трон, прийнявши титули тхіхатхура махадгаммараджа і сінбюшин. Також оженився на удові свого батька — Шін Боме, — що стала старшою дружиною.
Невдовзі виступив проти Гандаваді, намагаючись скористатися розгардіяжем після смерті тамтешнього володаря Разадаріта. Приводом стало звернення Біньї Чана, намісника Дали, для боротьби з братом Біньєю Дгаммаразою. В результаті вдалося захопити важливе місто Дала, але грабунки та здирництва авської армії призвели до переходу Біньї Чана на бік Біньї Дгаммарази. Авська армія зазнала поразки й відступила з Дали.
У листопаді 1422 року Тхіхатху відправив 8,5-тисячне військо під орудою Могньїнтадо і 6-тисячне під командуванням Кале Четаунгнйо, яким вдалося захопити міста Хебаунг, Бассейн і Далу, а потім взяти в облогу Дагон. Але невдовзі уклав мирний договір з Бінья Чаном, одружившись на його сестрі Шін Сопу та отримавши землі Тарраваді, південніше П'ї.
У серпні 1425 році проти нього змову склала дружина Шін Боме(з шанів), невдаволена тим, що поступилася місцем улюбленої дружини Шін Сопу (з монів). В результаті в Аунг Пінле Ле Тхан Бва, шанський собва (князь) Онбаунгу, з засідки напав на Тхіхатху, що загинув. Трон перейшов до сина загиблого Мінгла.